# Витебская война
Витебская война — конфликт (или серия конфликтов) на территории Великого княжества Литовского. В хрониках и работах исследователей причины, ход и последовательность событий конфликта различаются. По одной версии (восходящей к «Хронике Быховца») он происходил в 1392—1393/1391 — май 1393 года; по другой (восходящей к хронике Матея Стрыйковского) продолжался до 1396 года (и состоял из двух эпизодов, когда Свидригайло захватывал Витебск). В конфликте победил Витовт, а Свидригайло попал в плен и был отправлен к Ягайле. Удельное Витебское княжество было ликвидировано.

## Предыстория

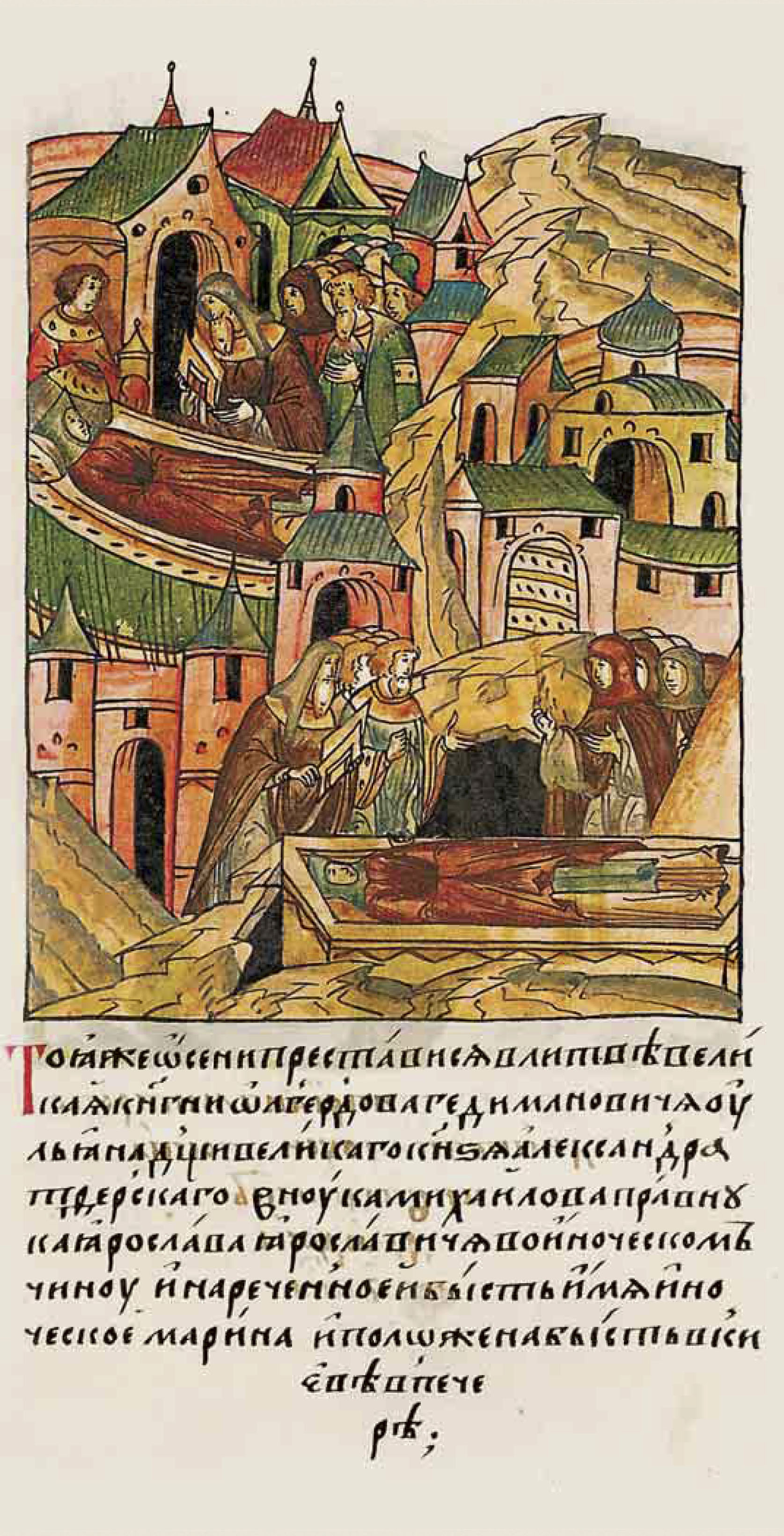
Смерть Ульяны Тверской, матери Свидригайло, Ягайло и Скиригайло. Владела Витебском

Согласно сообщению хроники Быховца, Свидригайло получил в удельное владение города Витебск и Крево после смерти своего отца Ольгерда. ЭСБЭ утверждала, (вероятно путая его с Скиргайло), что к 1392 году он владел Полоцком. «Всемирная история − в 24-х томах» пишет, что Витебск был вдовьим уделом княгини Ульяны и после её смерти (1391/1392/1393) должен был получить сын «Яков Витебский». Турчинович И. В. утверждал, что Ульяна при жизни передала Витебское княжество в управление Свидригайло.
В 1392 году Ягайло помирился с Витовтом и назначил того наместником в Великом княжестве Литовском. Став великим князем Витовт начал укреплять свою власть в княжестве и это привело к нескольким конфликтам одним из которых была война за Витебск.

## Война

### Данные хроник и исследований XV—XVI веков
Хроника Яна Длугоша не пишет о том, что Свидригайла сидел в Витебске и о конфликте с сокольничим Федором Весной. А причинами начавшейся в «1392 году» войны Свидригайла с Витовтом называет «злобную зависть»: Ягайла предпочел назначить Литовским князем двоюродного брата в обход родных. И если Скиргайло готовил «мятеж» против этого, то Свидригайло бежал в «1392 году» к крестоносцам и в «1394 году» в свите магистра Конрадом фон Юнгинген участвует в походе на Литву и осаде Вильно.
Хроника Быховца, не всегда указывая даты, описывала развитие событий по-другому. Когда Витовт стал великим князем литовским, он встретил сопротивление лишь у Корибута. А конфликт со Свидригайло начался после того как Ягайло отдал город Витебск своему сокольничему Федору Весне. Свидригайло убивает Весну и по воле Ягайло Витовт и Скиргайло осаждают Оршу, Витебск и вынуждают его сдастся и покорится.
Матей Стрыйковский, использовавший в своей хронике работы Длугоша, Меховского, Кромера несколько иначе описывал события. Он писал, что вскоре после того как Скаригайло и Свидригайло, недовольные назначением «в 1392 году» Витовта литовским князем, стали готовиться к войне. Скиргайло, «который был [мужем] великой отваги и вспыльчивейшего сердца и к тому же имел большие сокровища», собирал войска, а Свидригайло «не был ни так смел, ни столь могуществен, к тому же имел меньше средств, сокровищ и был не особенно популярен среди своих» бежал за помощью в Пруссию к новому магистру Конраду Юнгингену. Свидригайло с крестоносцами «в 1393 году» взяли замки Сураж, Гродно и Страмеле (принадлежавшие Витовту) и захватили в плен три тысячи человек. В этой ситуации Ягайло помирил Витовта с Скиригайло, и последний, пойдя на переговоры, получил большой удел. «В 1394 году» Свидригайло с крестоносцами два месяца осаждали Вильно Матей Стрыйковский в главе между событиями «1394 года» и «1396 года» помещал цитату из Кромера о том, что Свидригайло примирился с Ягайло и обещал не тревожить Витовта, получил в кормление Подольскую (выкупленую у сыновей Спытка Мельштынского) землю. Но не уточняет, что Спытко из Мельштына погиб в 1399 году на Ворскле. В главе, датированной 1396 годом, он писал, что Свидригайло, «будучи беглым в Пруссии», вместе с крестоносцами разорял Литву, притом со ссылкой на Длугоша и Кромера указывает, что в походе «1403 года» («в день святой Доротеи») он участвовал магистром Конрадом Юнгингеном. Эти события заставили Ягайло заключить мир со Свидригайло, который получил в удел Подольскую и Жидачовскую земли, а также замки с повятами: Стрый, Сидлов, Стобнице, Другня и Уйсце, а также ему были назначены выплаты в виде тысячи четырёхсот гривен в королевских жупах. Он обещал не тревожить Витовта. Но обещание было нарушено, так как «вскоре» умерла княгиня Ульяна (её смерть источники датируют 1391/1392/1393 годами, то есть до битвы на Ворскле, где погиб предыдущий владелец Подолья). Наместником Витебска Ягайло поставил Фёдора Весну. Свидригайло бежит в Пруссию, а затем Лифляндию и захватывает Витебск, Оршу и иные земли. Витовт возвращает Оршу, Друц, Витебск и, пленив Свидригайло, отсылает его Ягайле. Свидригайло бежал из заключения, в котором сидел несколько лет. А затем король Ягелло или Витовт поймал его и посадил в Кременец. Откуда Свидригайло ночью освободился в Великую Пятницу «1418 года». Все эти сведения указаны в главе, датированной 1396 годом.

### В работах современных исследователей

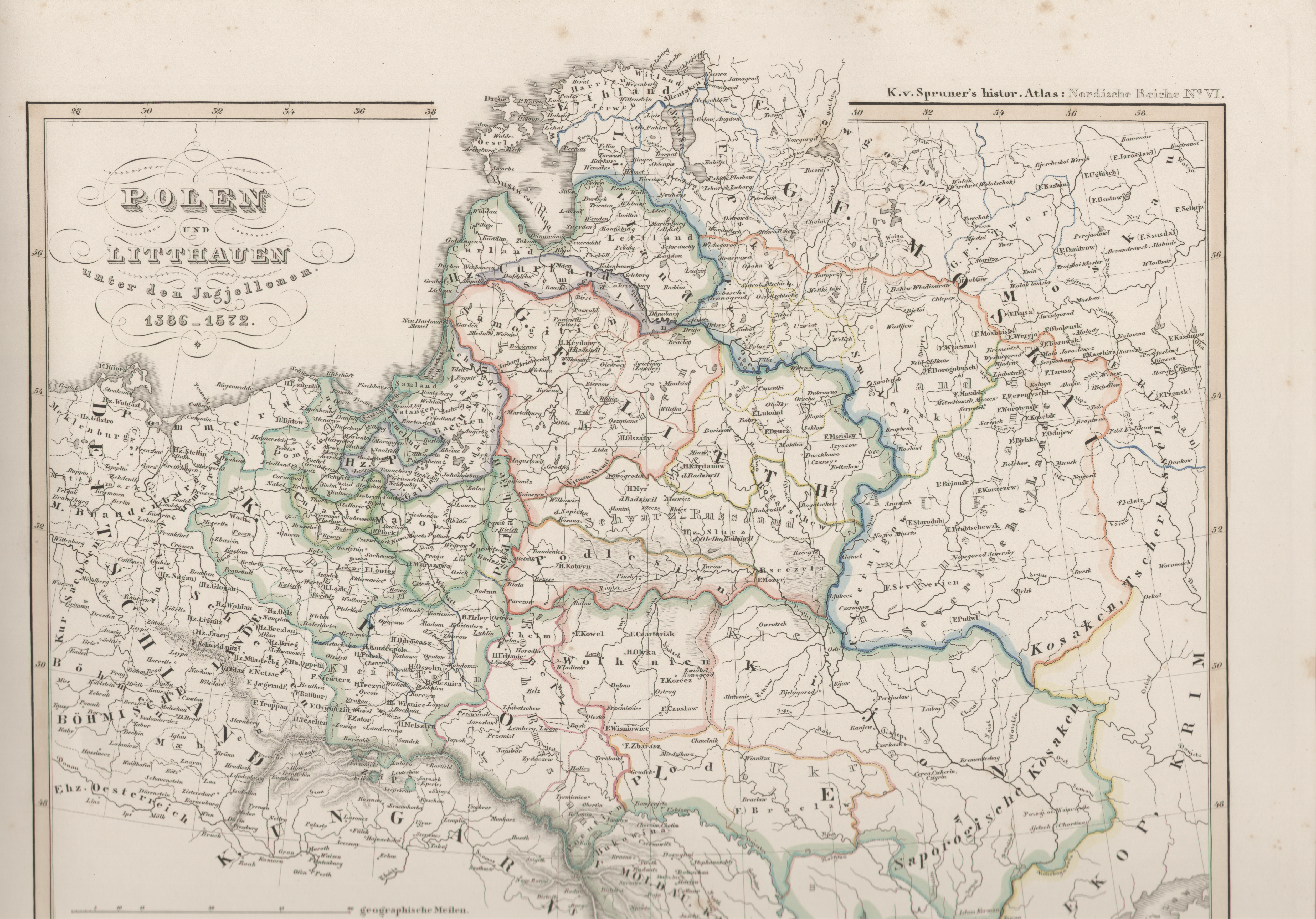
Польша и Литва с 1386 по 1572 год

В 1392/1393 году новый великий князь литовский Витовт (правил в 1392—1430 годы) решил присоединить Витебск к великокняжеским владениям и назначил туда своего наместника, сокольничего Федора Весну, любимца Ягайла. Свидригайло легко захватил Витебск и убил Весну. На его сторону перешли Друцк и Орша. Витовт, получив помощь из Польши под командованием Скиргайло, сначала двинулся на Друцк Местные князья принесли Витовту клятву о вассальной покорности. За это Витовт оставил за друцкими князьями все их прежние владения, но уже как пожалование великого князя.. Корибут не пожелавший поддержать Витовта против Свидригайло лишился Новгорода-Северского
Затем Витовт заставил капитулировать Оршу после двухдневной осады, оставил в ней своего наместника, пополнил свою армию отрядами из Друцка и Орши и осадил Витебск, в котором находился Свидригайло. На помощь Витовту пришли Юрий Святославич Смоленский. После четырёхнедельной осады союзники заняли Нижний замок и начали готовиться к штурму Верхнего замка, но витебляне сдались, так как у них закончилось продовольствие. Витебское княжество было превращено в наместничество. Э. Гудавичюс и Большая российская энциклопедия войну за Витебск датировали 1392—1393, Ф Шабульдо 1391 — маем 1393 года
«Всемирная история − в 24-х томах», ЭСБЭ вслед за Хроникой Матея Стрыйковского утверждали, что Свидригайло бежал (или «был вытеснен») во владения Тевтонского ордена откуда начал совершать набеги.
Э. Гудавичус, А Барбашёв, БРЭ вслед за Хроникой Быховца писали, что в 1393 году после падения Витебска Свидригайло сдался Витовту и был отправлен в Краков, ко двору Ягайло. М.Грушевский пишет подобно Матею Стрыйковскому что в 1393 году отправил в кандалах (укр. кайданах), Э. Гудавичус, А Барбашёв, БРЭ про кандалы не пишут.
Ягайло помиловал своего мятежного брата и освободил его из-под стражи.
И.Турчинович в книге 1857 года писал, что «в 1393 году» Свидригайло сдался получил Крева. Но вслед за Матеем Стрыкойским автор говорил о новой войне за Витебск: «В 1393 году» бежал к крестоносцам и в 1396 году князь с отрядом ливонских крестоносцев, пройдя через псковские земли, вторично захватил Витебск. Жители города, сохранившие симпатию к нему, открыли перед Свидригайлом замковые ворота и признали своим князем. Витовт предпринял новый поход на Витебск. Горожане вновь отчаянно обороняли свой город. После тридцатидневной осады был взят штурмом Нижний замок. Свидригайло с защитниками и жителями отступил в Верхний замок. Там скопилось много народа, и Свидригайло решил вывести людей из замка. Пока они покидали замок, литовское войско ворвалось в открытые ворота. Город пал, сторонники Свидригайла были казнены, сам князь был отправлен в кандалах в Краков, но Ягайло в очередной раз помиловал младшего брата..
А.Коцебу в книге 1835 года выстраивал иную хронологию. После назначения Витовта, Свидригайло бежит к крестоносцам и в 1393 году вместе с ними опустошает Литву взяв в плен 3.000 человек. В 1394 году возглавляет их в осаде Вильны В 1396 году из Лифляндии захватывает Витебск где убивает «любимца Ягайлы». И к Свидригайле присоединяются Орша и окрестности. Но Витовт занимает Оршу и заставив Друцкого и Смоленского князей присоединится к нему месяц осаждает Витебск. Из-за голода «лифляндское войско» выдает Свидригайло и Витовт высылает того Ягайле. Но Ягайло освобождает брата. По версии Коцебу ссылавшегося на письмо командора Динабургского гроссмейстеру тевтонского ордена это произошло благодаря вмешательству князей Друцкого, «Георга Смоленского», а возможно и князя Рязанского. Коцебу предполагал, что Свидригайло присоединился к войску «Георга Смоленского» опустошавшего окрестности Орши. И именно это вынудило Ягайлу передать брату Подолье .
Э. Гудавичус описывая войны крестоносцев в 1392—1396 году говорит про осаду Вильнюса в августе 1394 года (но Свидригайло не называет), про Витебск (без упоминания ордена) указывает лишь в 1392—1393 году.

### Хроники и исследования XV—XVI веков
- Ян Длугош Хроника
- Матей Стрыйковский Хроника польская, литовская, жмудская и всей Руси
- Хроника Быховца

### Исследования
- Бадак А. Н., Войнич И. Е., Волчёк Н. М., Воротникова О. А., Глобус А. и др. Всемирная история − в 24-х т. — Минск: «Современный литератор», 1999.
(Т. 9 : Начало Возрождения : историческая литература. — 591 с. : ил. — ISBN 9854562972).
- Барбашёв А. И. Витовт и его политика до Грюнвальдской битвы (1410 г.). — СПб., 1885.
- БРЭ:Свидригайло
- Леонтий Войтович Княжеские Династии Восточной Европы
- Грушевський М. С. Історія України-Руси (укр.). — Киев, 1913. — ISBN 5120024688.
- Гудавичюс Э. История Литвы с древнейших времен до 1596 года. — М., 2005.
- Коцебу, Август. Свидригайло, великий князь литовский. — С-Пб: Типография Медицинского Департамента Министерства Внутренних Дел, 1835. — С. 28—139. — 13+236+44+30 с.
- Любавский М. К. Очерк истории Литовско-Русского государства до Люблинской унии включительно. — Москва: Московская художественная печатня, 1915. — 401+5 с.
- Турчинович И. В. Обозрение истории Белоруссии с древнейших времён. — СПб., 1857.
- Шабульдо Ф. М. Земли Юго-Западной Руси в составе Великого княжества Литовского / ред. Ф.П. Шевченко. — Киев: Наукова думка, 1987. — 182 с. — 3000 экз.